# Гаврилов Анатолій Михайлович
Анатолій Михайлович Гаврилов (нар. 3 серпня 1932—16 травня 2021, Київ) — радянський і український оператор анімаційного кіно, лауреат Шевченківської премії (1988). Заслужений діяч мистецтв України (2010). Член Національної спілки кінематографістів України.

## Біографічні відомості
Народився 3 серпня 1932 року у Києві.
У 1950 році став помічником оператора кіностудії «Київнаукфільм».
З 1955 року — асистент оператора мультцеху кіностудії «Київнаукфільм».
У 1967—2008 роках — оператор мультцеху кіностудії «Київнаукфільм» і «Укранімафільм».
У 1992—1995 роках — оператор мультцеху студії «Борисфен».
У 1967 році вступив до Всесоюзного державного інституту кінематографії у Москві.
У 1969 році перевівся до Київського державного інституту театрального мистецтва імені Івана Карпенка-Карого у Києві.
У 1988 році став лауреатом Шевченківської премії.
У 1996—2021 роках був викладачем Київського національного університету театру, кіно і телебачення імені Івана Карпенка-Карого.
Помер 16 травня 2021 року у Києві після важкої хвороби.

## Фільмографія
- 1962 — Супутниця королеви (асистент у співавт.)

Операторські роботи:
- 1963 — Заєць та їжак
- 1964 — Лелеченя
- 1964 — Таємниця чорного короля
- 1965 — Микита Кожум'яка
- 1965 — Зелена кнопка
- 1965 — Казка про царевича і трьох лікарів
- 1966 — Злісний розтрощувач яєць
- 1966 — Літери з ящика радиста
- 1966 — Осколки
- 1966 — Ведмедик і той, що живе в річці
- 1967–1995 — Все про козаків; Як козаки куліш варили
- 1967 — Пісенька в лісі
- 1967 — Розпатланий горобець
- 1967 — Тяв і Гав
- 1968 — Опудало
- 1968 — Музичні малюнки
- 1968 — Пригоди козака Енея
- 1968 — Казка про місячне світло
- 1968 — Людина, що вміла літати
- 1968 — Камінь на дорозі
- 1969 — Кримська легенда
- 1969 — Людина, яка вміла робити дива
- 1969 — Кит і кіт
- 1969 — Марс XX
- 1969 — Як козак щастя шукав
- 1970 — Як козаки у футбол грали
- 1970 — Казка про доброго носорога
- 1970 — Хлопчик і хмаринка
- 1970 — Некмітливий горобець
- 1970 — Короткі історії
- 1970 — Журавлик
- 1971 — Дивовижне китеня
- 1971 — День восьмий, або перший урок мислення
- 1971 — Страшний, сірий, кудлатий
- 1971 — Чарівник Ох
- 1971 — Братик Кролик та братик Лис
- 1971 — Про смугасте слоненя
- 1971 — Від дзвінка до дзвінка
- 1971 — Моя хата скраю
- 1972 — Тигреня в чайнику
- 1972 — Створення мікросвіту
- 1972 — А ви, друзі, як не сідайте…
- 1972 — Зубна билиця
- 1972 — Як жінки чоловіків продавали
- 1972 — Навколо світу мимоволі
- 1973 — Таємниця країни суниць
- 1973 — Як козаки наречених визволяли
- 1973 — Парасолька на полюванні, Парасолька на риболовлі
- 1973 — Веселе курча
- 1973 — Була у слона мрія
- 1973 — Зайченя заблукало
- 1973 — Чому в ялинки колючі хвоїнки
- 1973 — Теплий хліб
- 1973 — Дріб
- 1974 — Вересовий мед
- 1974 — Казка про білу крижинку
- 1974 — Кіт Базиліо і мишеня Пік
- 1974 — Пригоди малюка Гіпопо
- 1974 — Людина і слово
- 1974 — Хлопчик з вуздечкою
- 1974 — У світі пернатих
- 1974 — Що на що схоже
- 1974 — Легенда про ялинку
- 1974 — Півник і сонечко
- 1974 — Зелена пігулка
- 1974 — Грай, моя сопілочко
- 1975 — Як їжачок і ведмедик зустрічали Новий рік
- 1975 — Обережно — нерви!
- 1975 — Казки райського саду
- 1975 — Історія з одиницею
- 1975 — Найдорожчий малюнок
- 1975 — Чотири нерозлучні таргани та цвіркунець
- 1975 — Парасолька і автомобіль
- 1975 — Салют
- 1975 — Якого рожна хочеться?
- 1975 — Так тримати!
- 1975 — Негода, негода
- 1976 — Казка про жадібність
- 1976 — Будьонівка
- 1976 — Як козаки сіль купували
- 1976 — Парасолька стає дружинником
- 1976 — Лісова пісня
- 1976 — Справа доручається детективу Тедді
- 1976 — Як чоловіки жінок провчили
- 1976 — Як годували ведмежа
- 1976 — Диво-мороз
- 1977 — Лисичка з качалкою
- 1977 — Чому у віслюка довгі вуха
- 1977 — Казка про Івана, пана та злидні
- 1977 — Пригоди коваля Вакули
- 1977 — Найголовніший горобець
- 1977 — Парасолька на модному курорті
- 1977 — Жовтневий марш
- 1978 — Хто отримає ананас?
- 1978 — Нічні капітани
- 1978 — Казка про Чугайстра
- 1978 — Як козаки олімпійцями стали
- 1979 — Грицькові книжки
- 1979 — Золоторогий олень
- 1979 — Люлька миру
- 1979 — Як козаки мушкетерам допомагали
- 1980 — Парасолька в цирку
- 1980 — Капітошка
- 1980 — Пиріг зі сміяницею
- 1980 — Золота липа
- 1980 — Коли зустрічаються двоє
- 1981 — І сестра їх Либідь
- 1981 — Партизанська снігуронька
- 1981 — Одного разу я прийшов додому
- 1981 — Сімейний марафон
- 1981 — Нещаслива зірка
- 1981 — Золоте курча
- 1981 — Сезон полювання
- 1981 — Країна Лічилія
- 1982 — Лис і дрізд
- 1982 — Ба-бу-сю!
- 1982 — Плутанина
- 1982 — Малята-мишенята
- 1982 — Дощику, дощику, припусти!
- 1983 — Посилка з Бомбея
- 1983 — Савушкін, який не вірив у дива
- 1983 — Солдатська казка
- 1983 — Послуга
- 1983 — Про мишеня, яке хотіло стати сильним
- 1984 — Як Петрик П'яточкін слоників рахував
- 1984 — Колискова
- 1984 — Як козаки на весіллі гуляли
- 1984 — Про всіх на світі
- 1984 — Твій люблячий друг
- 1984 — Жили-пили
- 1985 — Ненаписаний лист
- 1985 — Відчайдушний кіт Васька
- 1985 — Сампо з Лапландії
- 1985 — Чумацький шдях
- 1985 — Сонечко і снігові чоловічки
- 1986 — Історія про дівчинку, яка наступила на хліб
- 1986 — Альтернатива
- 1986 — Ґаврош
- 1986 — Знахідка
- 1987 — Друзі мої, де ви?
- 1987 — Твір про дідуся
- 1987 — Як козаки інопланетян зустрічали
- 1987 — Чудасія
- 1988 — Що тут коїться іще?!!
- 1988 — Їжачок і дівчинка
- 1988 — Смерть урядовця
- 1989 — Останній бій
- 1989 — Три Паньки
- 1989 — Моя сім'я
- 1989 — Неслухняна мама
- 1989 — Повертайся, Капітошко!
- 1989 — Івасик-Телесик
- 1990 — Горщик-сміхотун
- 1990 — Три Паньки хазяйнують
- 1990 — Навколо шахів (у співавт.)
- 1990 — Тривога в лісі
- 1990 — Страсті-мордасті
- 1991 — Три Паньки на ярмарку
- 1991 — Заєць в людях
- 1991 — Котик та півник
- 1991 — Енеїда
- 1992 — Богданчик і барабан
- 1992 — Історія кохання
- 1992 — Кривенька качечка
- 1993 — Клініка
- 1993—1995 — Команда Діг
- 1994 — Муві-няня
- 1995 — Як козаки у хокей грали
- 1996 — Вій
- 1997 — Як метелик вивчав життя
- 2001 — Зяблики та інші
- 2002 — Гуля на лобі
- 2002 — Ще як були козаками. У колі першім (у співавт. з А. Солопаєм)[3]
- 2002 — Одноразова вічність
- 2003 — Було літо…
- 2004 — Засипле сніг дороги…
- 2008 — Врятуй і збережи та ін.